# (5706) Finkelstein
(5706) Finkelstein es un asteroide perteneciente al cinturón de asteroides descubierto el 23 de septiembre de 1971 por el equipo del Observatorio Astrofísico de Crimea desde el Observatorio Astrofísico de Crimea (República de Crimea).

## Designación y nombre
Designado provisionalmente como 1971 SS1. Fue nombrado Finkelstein en homenaje a Andrej Mikhajlovich Finkelstein, experto en mecánica celeste relativista y radioastrometría, fundador y director del Instituto de Astronomía Aplicada de la Academia de Ciencias de Rusia en San Petersburgo.

## Características orbitales
Finkelstein está situado a una distancia media del Sol de 3,144 ua, pudiendo alejarse hasta 3,723 ua y acercarse hasta 2,566 ua. Su excentricidad es 0,183 y la inclinación orbital 1,568 grados. Emplea 2036,96 días en completar una órbita alrededor del Sol.

## Características físicas
La magnitud absoluta de Finkelstein es 12,8. Tiene 14,446 km de diámetro y su albedo se estima en 0,07. 